# Isola delle Femmine
Isola delle Femmine (sicilià Ìsula) és un municipi italià, dins de la ciutat metropolitana de Palerm. L'any 2007 tenia 6.915 habitants. Limita amb els municipis de Capaci, Palerm i Torretta

## Administració
| Període | Identitat          | Partit         |
| ------- | ------------------ | -------------- |
| 2007-   | Gaspare Portobello | Centreesquerra |